# 10 Variacions Wo O73 Beethoven
Les 10 Variacions sobre La stessa, la stessissima' WoO 73 formen part del llibre 1 de les Variacions per a piano, i van ser compostes per Ludwig van Beethoven l'any 1799. Aquestes estan formades per un Tema (Andante con moto), 10 variacions, i una Coda. El tema i les variacions estan en la tonalitat de Si b Major excepte la Variació n.5, que és en Si b menor.
L'estil de l'obra és el clàssic, i està relacionada amb l'òpera Falstaff, d'Antonio Salieri.
Les variacions van ser d'importància en Beethoven, ja que la primera obra publicada, a l'edat de 12 anys, van ser unes variacions. Així mateix, va seguir component variacions durant tota la seva vida, no només per a piano, i en va incloure en les seves sonates, trios, quartets, i inclòs simfonies, sent una forma clau en el procés d'aprenentatge com a compositor.

## Aspectes analítics de l'obra

### Tema
El tema sobre el qual segueixen les variacions està estructurat en dues parts diferenciades; la primera en piano i marcant els temps forts (A), i la segona comença en forte, fent un contrast amb el primer (B). La primera i segona part estan relacionades, ja que acaba el tema amb el motiu principal de la part A.

### Variació 1
Es caracteritza per una melodia cromàtica en la mà dreta de corxeres, en legato i pp, que passa a la mà esquerra i torna a la dreta.

### Variació 2
És una continuació de l'anterior variació, amb petits canvis en els cromatismes, com utilitzar negres i l'acompanyament de semicorxeres. En el terreny de les dinàmiques, comença piano i va creixent fins al forte (al contrari de les anteriors, que acaben en piano).

### Variació 3
És amb la melodia a contratemps, primer en l'esquerra i després a la dreta, en legato. L'acompanyament és a temps, primer amb acords plagats i al final en octaves, en staccato. Es tracta d'una de les variacions de més dificultat tècnica, ja que s'ha de mantenir els contratemps, i això pot ser complicat.

### Variació 4
Té com a element característic els arpegis, que es van passant les dues mans en piano. Cal tenir en compte remarcar els legatos i picats quan indiqui la partitura, per ampliar la sonoritat i així tenir un ventall més ampli i més dinàmic.

### Variació 5
És en tonalitat menor, amb molt legato i piano, cosa important en l'acompanyament, que ha de ser molt piano. La melodia és de negra amb punt i semicorxera, i en l'acompanyament trobem acords desplegats en corxeres i blanques en la mà dreta. La variació acaba amb un crescendo i la melodia ascendent.

### Variació 6
Torna a la modalitat major, començant en forte i acabant amb pp. La primera part és d'estructura semblant a una fuga, amb la melodia en blanques, que després ens recorda la variació 3 amb els contratemps. La segona part combina les variacions 4 i 5, agafant les seves característiques dels arpegis i del motiu de negra amb punt i semicorxera respectivament.

### Variació 7
És en ff, amb la primera part d'escales en semicorxeres i cromatismes de corxeres, i la segona part d'arpegis de semicorxeres i cromatismes amb brodadures després. Una variació amb molta empenta, que ha de tenir caràcter virtuós i ràpid.

### Variació 8
Té caràcter senyorial i cerimoniós, començant amb p dolce i una escriptura amb figures rítmiques de llarga durada, amb ornamentació. El motiu iàmbic principal de blanca-negra amb punt-corxera es va repetint al llarg de la variació.

### Variació 9
Ens va apropant al final de l'obra, tornant al virtuosisme juganer. Comença amb p, amb un tema en negres a la mà dreta, seguit de l'arpegi descendent en semicorxeres a la mà esquerra i acabant amb un trino alegre. A la segona part primer són semicorxeres ascendents i després corxeres, acabant en forte per donar pas a l'allegretto de l'última variació.

### Variació 10
És la més extensa, a ritme de 3/8. La mà dreta fa la melodia i va agafant virtuosisme amb els arpegis, i mentrestant l'esquerra fa un acompanyament a ritme de negra i corxera (per donar un caràcter de dansa i ritme constant). Després les semicorxeres passen de la dreta a l'esquerra quan està al relatiu menor de la tonalitat (Sol m), i hi ha un període de transició amb acords desplegats en semicorxeres a la dreta i l'esquerra amb la melodia d'appoggiatures, que ens acaba conduint a un «solo» de la mà dreta sola, sense acompanyament, a mode de primera coda. En els compassos següents es van alternant les semicorxeres amb la melodia de corxera i negra entre les dues mans, sense deixar de banda el virtuosisme, i finalment retornen al ritme original de negra i corxera per conduir-nos a la gran coda de la variació mitjançant un fragment de les dues mans amb semicorxeres. La coda té un trino en la mà dreta de 18 compassos, i la mà esquerra va jugant amb el motiu principal (del tema A) adaptant la melodia per anar descendint del cinquè grau de la tonalitat original fins a l'acord de tònica mitjançant graus conjunts.
Després de la coda tornem al tempo inicial i al tema principal de les variacions, fent la primera part del tema (A), continuant amb el motiu principal de semicorxeres utilitzat en la coda i finalitzant l'obra amb una escala de Si b M i l'acord plagat de tònica, amb un crescendo.

## Interpretacions destacades de l'obra
Podem escoltar diverses interpretacions de l'obra mitjançant Youtube, de les quals destaquem per la seva qualitat interpretativa i fidelitat a la partitura la versió de Vadim Chaimovich. L'obra té una durada d'uns 11 minuts en total, que dependrà de si fem les repeticions de la primera part de cada variació.